# Historische Dorfschmiede Cobbenrode
Die Historische Dorfschmiede Cobbenrode in Eslohe im Sauerland ist eine frühere Schmiede aus dem Jahr 1888. Sie gilt als die älteste noch vollständig erhaltene Dorfschmiede in der Gemeinde und stellt ein bedeutendes Zeugnis des ländlichen Handwerkslebens dar.

## Geschichte und Bedeutung
Die Dorfschmiede war ein zentraler Bestandteil des Arbeits- und Lebensumfeldes im heutigen Luftkurort Cobbenrode. Sie diente der Herstellung von Arbeitsgeräten sowie der Instandsetzung und Wartung von Transportmitteln. Als klassische handwerkliche Schmiedewerkstatt mit Esse und Rauchfang war sie bis zum Tod des letzten Schmiedes im Jahr 2022 in Betrieb. 
Heute ist die Schmiede als technisches Denkmal erhalten. Mit dem nahezu vollständig erhaltenen Inventar wird die damalige Arbeitswelt eines Schmieds realitätsnah dargestellt.

## Aufbau und Funktion
Das zentrale Element der Schmiede war die Esse, in der mit Hilfe eines Blasebalgs hochwertige Schmiedekohle (Esskohle) auf Temperaturen von bis zu 1250 °C gebracht wurde. Der darüberliegende Rauchfang diente als Abzug für Rauch und Funken.

## Nutzung und Erhaltung
Heute wird die Dorfschmiede nicht mehr gewerblich genutzt, sondern dient als kulturhistorisches Denkmal. In einer Arbeitsgruppe der Dorfgemeinschaft Cobbenrode arbeitet man daran, die Schmiede als „Zeugnis der Heimat“ zu bewahren und als generationenübergreifenden Lernort für regionale Geschichte und Handwerkstradition aufzubereiten.

## Terrainkurweg
Der Dorfschmiede gewidmet ist ein sogenannter Terrainkurweg im Wandergebiet rund um Cobbenrode. Der Wanderweg ist mit einem Symbol aus Hufeisen und Schmiedefeuer gekennzeichnet und erinnert an die am Wegesrand gelegene historische Schmiede.

## Trägerschaft und weitere Denkmale
Die Dorfschmiede wird vom Heimat- und Förderverein Cobbenrode e. V. unterhalten, der sich auch um weitere denkmalgeschützte Gebäude in Cobbenrode kümmert. Dazu zählen unter anderem:
- der erstmals 1310 erwähnte Guts- und Bauernhof Stertschultenhof mit Wirtschaftsgebäuden und Hofflächen
- die historische Wassermühle mit Backhaus und Mühlteich aus dem 17./18. Jahrhundert